# Кропива коноплева
Кропива конопляна, кропива коноплева (Urtica cannabina) — вид багаторічних трав'янистих рослин роду кропива (Urtica).

## Ботанічний опис
Стебло прямовисне, чотиригранне, ребристе, заввишки 70–150 см (при сприятливих умовах може досягати до 2,4 метрів у висоту).
Листки великі, довжиною до 15 см, глибоко пальчасто-3–5-роздільні, з перистонадрізаними частками, зубчасті, на черешках.
Суцвіття гіллясті, довгі, густоквіткові. Рослина однодомна або дводомна, квітки одностатеві, у пазухах листків.
Плід — горішок, довжиною 2–2,5 мм. Цвіте у липні — вересні.
Стебла та листки вкриті простими, короткими, жалкими волосками, які містять мурашину кислоту, дотик до них викликає хворобливе відчуття печіння, а згодом сверблячку. Уся рослина дуже пекуча.

## Поширення
Вид поширений у Східній Європі, Сибіру, Монголії та Китаї. В Україні зустрічається у лісостепу та на Поліссі, росте переважно вздовж доріг.